# Rio do Prado
Rio do Prado – miasto i gmina w Brazylii, w stanie Minas Gerais. Znajduje się w mikroregionie Almenara.